# گوور قبری کلیان
گوور قبری کلیان مربوط به هزاره اول قبل از میلاد است و در شهرستان سرآب، بخش مرکزی، دهستان صائین، ۱ کیلومتری شرق روستای کلیان واقع شده و این اثر در تاریخ ۶ اسفند ۱۳۸۵ با شمارهٔ ثبت ۱۷۵۲۹ به‌عنوان یکی از آثار ملی ایران به ثبت رسیده است.